# Cida Gonçalves

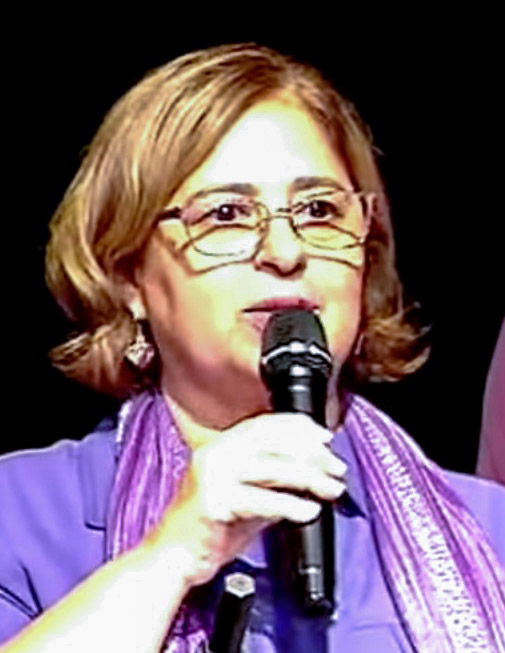
Cida Gonçalves im Januar 2023

Maria Aparecida Gonçalves, bekannt als Cida Gonçalves (* 14. November 1962 in Clementina (São Paulo)) ist eine brasilianische Frauenrechtlerin. Von Januar 2023 bis Mai 2025 gehörte sie als Frauenministerin dem 3. Kabinett von Luiz Inácio Lula da Silva an.

## Leben
Cida Gonçalves wuchs im Bundesstaat São Paulo auf und lebt seit Ende der 1980er Jahre in Campo Grande im Bundesstaat Mato Grosso do Sul. Sie hat einen Abschluss in Werbung und Öffentlichkeitsarbeit.
Bereits 1986 bewarb sie sich für den Partido dos Trabalhadores (PT, Partei der Arbeiter) als Mitglied in der Verfassungsgebenden Versammlung und war damals die einzige Frau, die für dieses Amt kandidierte.
In den Jahren 1988 und 2000 kandidierte sie für den PT als Stadträtin in Campo Grande, der Hauptstadt des Bundesstaates Matogrosso do Sul. Dort war sie auch in den 1980er und 1990er Jahren Koordinatorin der populären Frauenbewegung. Als Vertreterin dieser Gruppe koordinierte sie den Gründungsprozess der Central de Movimentos Populares (Zentrale der Volksbewegungen) in Brasilien.
Gonçalves war technische und politische Beraterin der Koordinierungsstelle für öffentliche Frauenpolitik in Mato Grosso do Sul (1999–2000) und Beraterin der Koordinierungsstelle für Frauenhilfe des Staatssekretariats für Sozialhilfe, Staatsbürgerschaft und Arbeit (2001–2002). Während der Regierungszeiten von Lula da Silva und Dilma Rousseff war sie von 2003 bis 2016 Staatssekretärin für die Bekämpfung von Gewalt gegen Frauen und beteiligt an der Erarbeitung der Lei Maria da Penha, einem Gesetz, das nach einem Gewaltopfer benannt ist und auf genderbasierte Gewalt in Brasilien abzielt, mit dem spezifischen Ziel, häusliche Gewalt im Land zu reduzieren. Ebenso wirkte sie mit an der Lei do Feminicídio, einem Gesetz, mit dem eine neue Form der sogenannten qualifizierten Tötung, der Frauenmord, in das Strafgesetzbuch aufgenommen wurde.
Sie war eine der Protagonistinnen bei der Ausarbeitung des Nationalen Pakts zur Bekämpfung von Gewalt gegen Frauen und des Programms Frauen, Leben ohne Gewalt, dessen Aushängeschild das Projekt Casa da Mulher Brasileira (Haus der brasilianischen Frau) ist. Dabei handelt es sich um spezialisierte Zentren für Frauen in Situationen häuslicher Gewalt.
Gonçalves gehörte in der Übergangsregierung Lulas dem Team an, das sich insbesondere mit der Frauenpolitik beschäftigte. Am 22. Dezember 2022 kündigte Lula sie als zukünftige Frauenministerin an und am 3. Januar 2023 erfolgte ihre Vereidigung und Amtseinführung.
Am 5. Mai 2025 informierte Präsident Lula über die Abberufung Von Cida Gonçalves. Innerhalb ihres Ministeriums gab es mehrere Beschwerden wegen angeblichen Mobbings und Rassismus. Als ihre Nachfolgerin wurde die ebenfalls zur PT gehörige Márcia Lopes bekannt gegeben.